# Senjutsu
Albums de Iron Maiden
The Book of Souls
(2015)
Singles
1. The Writing on the Wall
Sortie : 15 juillet 2021
2. Stratego
Sortie : 19 août 2021

Senjutsu est le dix-septième album studio du groupe britannique de heavy metal Iron Maiden, sorti le 3 septembre 2021.
Six ans se sont écoulés depuis leur dernier album studio The Book of Souls sorti en 2015, ce qui en fait la plus longue période sans matériel récent pour le groupe. 

## Production
L'album est enregistré début 2019 à la faveur d'une pause dans la tournée Legacy of the Beast. Selon Bruce Dickinson, cela a permis de maximiser la durée de la tournée tout en donnant le temps au groupe de préparer l'esthétique et les clips de l'album.
Pour cet album traduit librement par « tactiques et stratégie » (du japonais 戦術 (senjutsu, litt. « tactique »)), le groupe a de nouveau fait appel aux services de Mark Wilkinson pour créer la pochette sur le thème des samouraïs, basée sur une idée de Steve Harris. Mark Wilkinson a autrefois illustré les jaquettes de Marillion à l'époque de Fish, puis il a poursuivi avec ce dernier lorsqu'il a fait carrière solo.

## Liste des titres

### Version CD
| 1. | Senjutsu                | Adrian Smith, Steve Harris    | 8:20 |
| 2. | Stratego                | Janick Gers, Steve Harris     | 4:59 |
| 3. | The Writing on the Wall | Adrian Smith, Bruce Dickinson | 6:13 |
| 4. | Lost in a Lost World    | Steve Harris                  | 9:31 |
| 5. | Days of Future Past     | Adrian Smith, Bruce Dickinson | 4:03 |
| 6. | The Time Machine        | Janick Gers, Steve Harris     | 7:09 |

| 1. | Darkest Hour       | Adrian Smith, Bruce Dickinson | 7:20  |
| 2. | Death of the Celts | Steve Harris                  | 10:20 |
| 3. | The Parchment      | Steve Harris                  | 12:38 |
| 4. | Hell on Earth      | Steve Harris                  | 11:19 |

## Musiciens
- Bruce Dickinson : chant
- Dave Murray : guitare
- Adrian Smith : guitare, chœurs
- Janick Gers : guitare
- Steve Harris : basse, claviers, chœurs
- Nicko McBrain : batterie

### Personnel technique
- Kevin "Caveman" Shirley ;– production, mixage
- Steve Harris – coproduction, direction artistique, conception
- Denis Caribaux – ingénieur
- Ade Emsley – mastering
- Stuart Crouch Creative – direction artistique, design
- Mark "Le bricoleur" Wilkinson, Michael Knowland ;– illustrations
- Ruth Rowland – calligraphie
- Moe Iwata – traductions japonaises